# Francesco Cicino

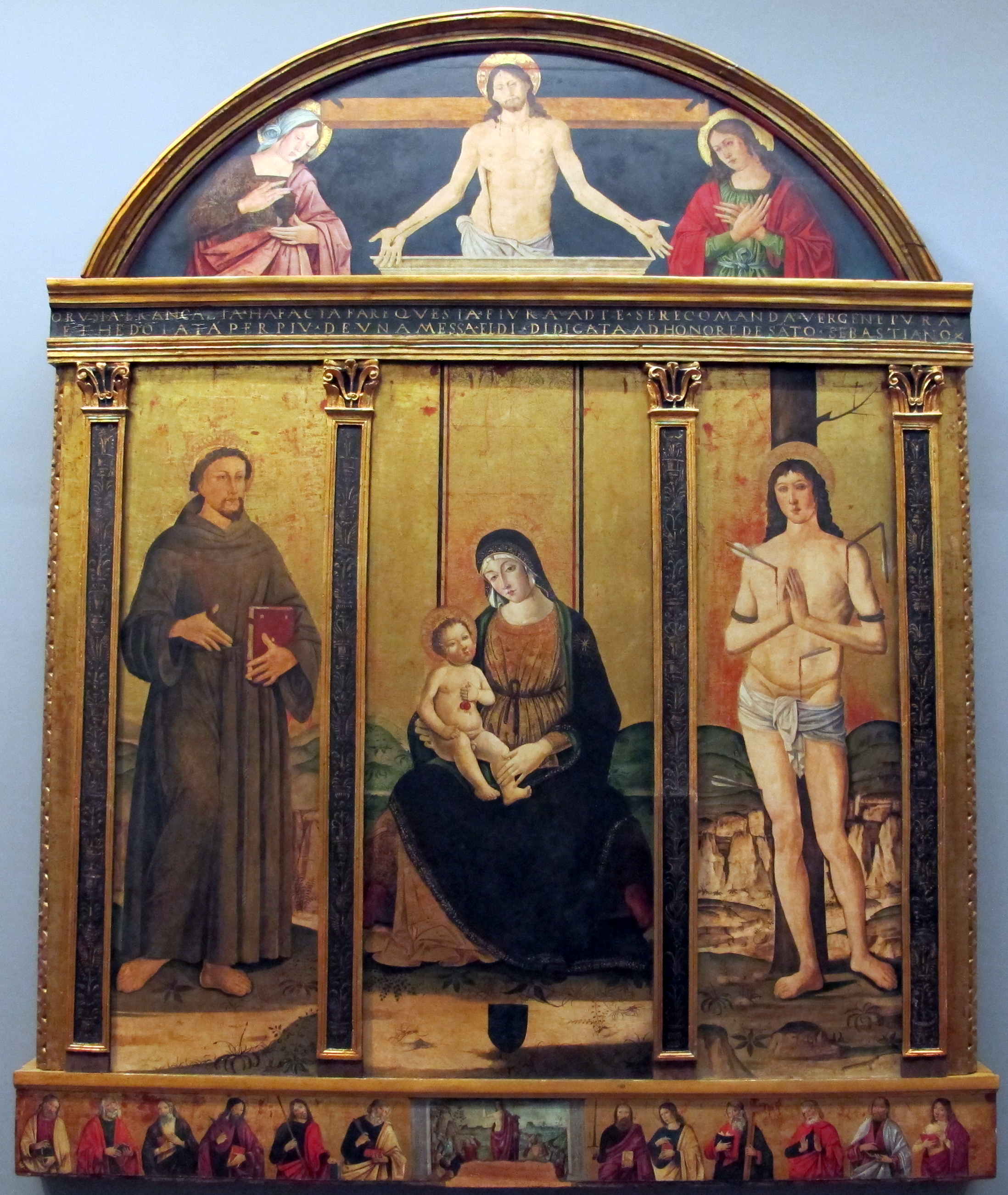
Trittico di Drusia, opera di Cicino al Museo nazionale di Capodimonte

Francesco Cicino da Caiazzo (Caiazzo, seconda metà del XV secolo – prima metà del XVI secolo) è stato un pittore italiano attivo tra la fine del XV e l'inizio del XVI secolo.

## Biografia
Nato a Caiazzo, come si deduce da un contratto stipulato il 17 maggio 1491, in cui gli veniva affidato da Bernardino di Bernardo, cancelliere di Alfonso II di Napoli, il compito di decorare un organo nella chiesa di Santa Maria della Pietà a Napoli con figure di santi, di cui non rimane alcuna traccia, risulta sconosciuta la data di nascita: essendo già un pittore affermato nel napoletano nell'ultimo decennio del '400 è ipotizzabile che sia nato tra la fine degli anni '60 o l'inizio degli anni '70 del XV secolo. La sua formazione si svolse probabilmente a Roma, nella bottega di Antoniazzo Romano, dal quale eredita lo stile tipico della pittura umbro-romana: il suo soggiorno a Roma, datato 1498, è testimoniato da un'accusa di omicidio e dalla confisca di tutti i suoi beni.
La prima opera di cui si ha notizia certa risale al 1498 quando dipinse la pala della Madonna col Bambino tra gli apostoli Pietro e Paolo, custodita in una cappella laterale della basilica di San Paolo Maggiore; fu impegnato inoltre nelle decorazioni pittoriche della cappella dei Pontano. Continua la sua attività tra le zone di Napoli, Salerno e Caserta ed in un trentennio gli sono riconosciute circa trenta opere, alcune conservate al Museo nazionale di Capodimonte.

## Opere
- Annunciazione, collezione privata
- Croce tra angeli, cappella dei Pontano, Napoli
- Madonna col Bambino e santi, chiesa di Santa Maria a Piazza, Aversa
- Madonna col Bambino in trono, Oliveto Citra
- Madonna col Bambino tra gli apostoli Pietro e Paolo, basilica di San Paolo Maggiore, Napoli
- Madonna della Pace e santi, Museo nazionale di Capodimonte, Napoli
- Madonna e Bambino, cappella di Sant'Agnese, Caiazzo
- Trinità, chiesa di Santa Maria a Piazza, Aversa
- Trittico di Drusia, Museo nazionale di Capodimonte, Napoli
- Vergine tra i santi Giovanni Battista ed Evangelista, cappella dei Pontano, Napoli